# Folke Isaksson
Folke Isaksson (ur. 9 października 1927 w Kalix, zm. 25 marca 2013 w Sztokholmie) – szwedzki pisarz i reporter.
Debiutował w 1951 zbiorem poezji Vinterresa (Podróż zimowa), rok później opublikował Det gröna året (Zielone lata), a w 1963 Terra magica. Pisał reportaże z Indii, Polski (Warszawa, 1964) i Ameryki Łacińskiej, a także prozę poetycką.

## Nagrody
- 2004 – Karl Vennbergs pris (50 000 koron szwedzkich)[1]